# Hoppo!
Hoppo! es el nombre de un proyecto de Rubén Albarrán (vocalista de Café Tacvba), Juan Pablo “Muñeco” Villanueva (guitarra) Carlos Icaza (batería), Rodrigo “Chino” Aros (flauta y sítara), Giancarlo Baldevenito (bajo)

## Historia
En la lengua dakota "Hoppo" significa ¡Vamos! Su álbum debut se compone de música folklórica latinoamericana y canciones tributo. El álbum contiene tres canciones escritas por Violeta Parra, incluyendo "Gracias a la Vida".

## Discografía

### Álbumes de estudio
- Hoppo! (2010)
- Ollin Rollin (2013)
- El inmortal (2014)
- Te vas al sur (2016)
- La Maga y el Sadhu (2019)

### Sencillos
- El futuro se fue: Tributo a Jorge González (2020)
- Réplica del corazón (2022)
- Lo por venir (2023)